# Swinomišský kanál
Swinomišský kanál (anglicky: Swinomish Channel) je asi 18 kilometrů dlouhý slanovodní průliv v americkém státě Washington, který spojuje Padillův a Skagitský záliv a odděluje Fidalgův ostrov a okres Skagit.